# Glaurocara violacea
Glaurocara violacea är en tvåvingeart som beskrevs av Louis-Paul Mesnil 1978. Glaurocara violacea ingår i släktet Glaurocara och familjen parasitflugor.
Artens utbredningsområde är Madagaskar. Inga underarter finns listade i Catalogue of Life.